# Hans-Gerhard Templin
Hans-Gerhard Templin (geboren am 29. Oktober 1936 in Berlin; gestorben am 17. Juni 2022 ebenda) war ein deutscher Maler und Grafiker.

## Leben
Templins Vorfahren stammen aus Königsberg in Ostpreußen. Seine Mutter Ruth Kohlwage, Tochter des Architekten Karl Kohlwage, war seit 1932 mit Ernst Templin, Sohn des Rechnungsrates Hermann Templin, verheiratet. Die Familie war 1935 von Memel nach Berlin umgesiedelt, nachdem der Vater sein Amt als Geschäftsführer des ostpreußischen Lehrerbildungsvereins verloren hatte. Wegen einer neuen Anstellung des Vaters zog die Familie während des Krieges nach Poznan. Im Januar 1945 wurde die Familie nach Lutherstadt Wittenberg evakuiert. Zwei seiner vier Geschwister waren an Unterernährung gestorben, Mutter und Großeltern waren schwer erkrankt. Der Vater kehrte nicht aus dem Krieg zurück und wurde 1951 für tot erklärt.
Templin war seit 1965 verheiratet. Er lebte mit seiner Frau in Berlin und erlag einer schweren Krankheit.

## Berufliche Entwicklung
Nach Beendigung der Schule absolvierte Templin 1951 bis 1953 eine Schlosserlehre im VEB Braunkohle Bitterfeld. Als Bestarbeiter erhielt er 1953 einen Studienplatz an der Arbeiter- und Bauernfakultät (ABF) der Bergakademie Freiberg, wo er sein Abitur ablegte. Sein weiterer Weg zum bildenden Künstler war mit Umwegen verbunden.
Ab 1956 studierte Templin an der Humboldt-Universität Berlin an der Pädagogischen Fakultät Kunsterziehung. Die Aufnahme 1958 an der Kunsthochschule Berlin-Weißensee im Fach Malerei verpasste er knapp. Er beendete sein Kunststudium an der Humboldt-Universität vorzeitig und arbeitete fortan als Plakatmaler und Werbegestalter in Wittenberg, um sich auf eine weitere Aufnahmeprüfung vorzubereiten. 1959 erhielt er einen Studienplatz für Malerei an der Hochschule für Bildende Künste Dresden, wo er bei Rudolf Bergander studierte. Für seine Diplomarbeit, die er 1964 abschloss, hatte Templin das Thema „Gesundheitswesen“ gewählt und Studien vor Ort in der Medizinischen Akademie betrieben. Noch vor Beendigung seines Studiums trat Templin 1962 aus der SED aus, in der er seit 1955 Mitglied gewesen war.
Ab 1964 arbeitete Templin freischaffend als Maler und Grafiker in Wittenberg, erlernte lithografische Techniken und beschäftigte sich für baugebundene Projekte intensiv mit Holzlasurmalerei.
Templin war bis 1990 Mitglied des Verbands Bildender Künstler der DDR und gehörte der Leitung der Sektion Malerei/Grafik des Bezirks Neubrandenburg an. Neben seiner eigenen künstlerischen Tätigkeit leitete er mehrere Jahre einen Mal- und Zeichenzirkel im Kreiskulturhaus Wittenberg. Künstlerisches Neuland wurde für ihn die fünf Jahre währende Zusammenarbeit mit dem Elbe-Elster-Theater Wittenberg, für das er die Bühnenbilder und Kostüme zum Zigeunerbaron und zu Cosi fan tutte schuf.
Eine besondere Affinität entwickelte er zu Bulgarien, wohin er seit 1972 als Künstler immer wieder reiste, an Pleinairs und Ausstellungen teilnahm, so 1978 am internationalen Pleinair in Razgrad, und 1975 eine Sprachprüfung ablegte, sodass er immer wieder als Übersetzer für Kunstschaffende tätig war.
Im Mai 1977 siedelte Templin nach Neubrandenburg über. Neben seiner künstlerischen Arbeit leitete er in Waren (Müritz) einen Mal- und Zeichenzirkel für Jugendliche und Erwachsene. Ab 1986 war er Dozent für künstlerische Theorie und Praxis an einer Spezialschule für Zirkelleiter an der Bezirkskulturakademie Puchow.
Ab 1990 lebte und arbeitete Templin im Kulturhistorischen Museum Burg Falkenstein und erhielt Aufträge des Landratsamtes Hettstedt zur Gestaltung des Burgmuseums. 1995 zog er nach Berlin und war neben seiner freischaffenden künstlerischen Tätigkeit bis 2008 als Kursleiter an der Jugendkunstschule Köpenick tätig. Außerdem erteilt er Privatunterricht als Grafiker und Maler.

## Künstlerisches Schaffen
Das künstlerische Schaffen von Templin umfasste Malerei, Grafik und Zeichnung. Seine Sujets waren reich an Genrevielfalt wie Landschaft, Akte, Historienbilder, aber auch Städtebild, Stillleben, Porträt, baugebundene Kunst sowie Illustration, Kostüm- und Bühnenbild. Templins künstlerisches Werk lebt von der Begegnung mit Menschen vor Ort, in ihrem Arbeits- oder Lebensumfeld, außerhalb des Ateliers.
Beherrschendes Thema seiner Kunst war die „Darstellung des Menschen in seinen vielfältigen Beziehungen zur Umwelt“, dokumentiert in Zyklen oder Serien, wie Im Braunkohlenwerk (1958), Gesundheitswesen (1963) oder Untertage (1979). Auch die traumatischen Erlebnisse als Kriegs- und Flüchtlingskind finden sich in Zeichnungen, Grafiken und Bildern wie Menschen in Not (1966/1967).
Ein weiteres Thema, womit er sich immer wieder beschäftigte, war die Darstellung von Frauen in ihrem Selbstverständnis als gleichberechtigt und selbstbewusst Tätige, wie ein „immer wieder neu einsetzender Gesang an die Frau“.
Seine künstlerische Liebe führte ihn zwischen 1972 und 1985 fast jedes Jahr zu mehrmonatigen Studienaufenthalten nach Bulgarien, seiner „Wahlheimat“. Daraus ist eine grafische und malerische Werkgruppe Bulgarien entstanden mit Landschaften, Stadtarchitektur, Porträts, Folklorestudien der ethnischen Gruppe der Kapanzi sowie Illustrationen zu Gedichten von Christo Botew. Diese Werkgruppe umfasst etwa ein Drittel seines künstlerischen Schaffens.
Geprägt von Bergander hat er sich künstlerisch intensiv u. a. mit Karl Hofer, Oskar Schlemmer und Käthe Kollwitz auseinandergesetzt. Auch der Malerei der italienischen Hochrenaissance galt sein Interesse, insbesondere Raffael und Leonardo da Vinci. Künstlerische Vorbilder lehnte Templin mit dem Verweis auf Epigonentum ab, schreibt die Kunstwissenschaftlerin Ingrid Ehlert.
Anlässlich seiner Werkausstellung 1987 schrieb die Literaturwissenschaftlerin und Autorin Sigrid Damm: „Das Werk, dem wir hier begegnen, Blatt um Blatt, Bild um Bild, Raum um Raum, ist ein Bruchteil aus dem umfangreichen Œvre des Malers und Grafikers Hans-Gerhard Templin, über Jahrzehnte entstanden in qualvoll schöpferischer, selbstzweiflerischer, suchender Arbeit. In den Ansprüchen an sein Werk unnachgiebig, nüchtern, gründlich, sorgfältig... Hans-Gerhard Templin ist ein nachdenklicher Maler und will zum Nachdenken provozieren. Dabei ist der Zugang zu seinen Bildern nicht immer leicht... denn bei diesem Maler gibt es keine effektvollen Signale, keine verwegenen formalen Konsequenzen... Tradition, Verhaltenheit, leise Töne charakterisieren die Bilder.“
Der Puppenspieler Peter Waschinsky, ein langjähriger Beobachter und temporärer Weggefährte von Templin in Neubrandenburg, schrieb 2021: „Mir gefallen besonders die Landschaftsaquarelle. In ihrer Leichtigkeit lassen sie den Weg nicht spüren, dahin zu kommen. Erst wenn man genauer hinschaut, sieht man, alles ‚stimmt‘, die lockere aber bestimmte Linienführung, die ausgewogene Komposition, der Klang eines großen Farbenspektrums – reich aber nicht bombastisch.“
Arbeiten Templins befinden sich in Firmenbesitz und öffentlichen Einrichtungen, u. a. im Staatlichen Museum Schwerin, in der Kunstgalerie Razgrad, in der Mansfeld-Galerie Eisleben und im Kunstarchiv Beeskow.
Seit November 2020 befinden sich etwa 30 Bilder und 170 Papierarbeiten sowie persönliche Dokumente als künstlerischer Nachlass im Archiv Bildende Kunst Mecklenburgische Seenplatte in Neubrandenburg.

### Bühnen- und Kostümgestaltung
- 1970: Der Zigeunerbaron, Elbe-Elster-Theater Wittenberg
- 1971: Cosi fan tutte, Elbe-Elster-Theater Wittenberg

## Ausstellungen (unvollständig)

### Einzelausstellungen
- 1966: Rathaus, Lutherstadt Wittenberg
- 1975: Institut für technische Chemie der Akademie der Wissenschaften, Leipzig
- 1975: Malerei – Grafik – Kunst am Bau, Staatliche Galerie Dessau Schloss Georgium[12]
- 1975: Kunst der Zeit, Halle (Saale)
- 1976: Staatliche Galerie Moritzburg, Marktschlösschen, Halle (Saale)
- 1985: Druckgrafik und Aquarelle, VEB Reifenwerk Neubrandenburg
- 1987: Werkausstellung anlässlich des 50. Geburtstages, Haus der Kultur und Bildung, Neubrandenburg[3][7][13]
- 1987: Kammerausstellung, Galerie Kunsthoken, Quedlinburg
- 1987: Künstlerische Techniken, Kunstgalerie Koszalin, Polen
- 1991: Aquarelle und Radierungen, Hypobank, Leipzig
- 1996: Aquarellserie Berlin, Büro Franke von Oppen, Berlin
- 2003: Berlin eine, meine Stadt, Büro Franke von Oppen, Berlin
- 2003: Tafelbilder Berlin, Pro Senioren Residenz Hackesche Höfe, Berlin
- 2004: Tafelbilder der 2000er-Jahre, Reha-Klinik, Templin
- 2009: Berliner Fenster, Seniorenresidenz Lavendel, Teltow
- 2024: Lebenszeichen, Archiv Bildende Kunst Mecklenburgische Seenplatte, Neubrandenburg

### Ausstellungsbeteiligungen
- 1965: Bezirkskunstausstellung, Galerie Moritzburg, Halle (Saale)
- 1967/1968: VI. Deutsche Kunstausstellung, Albertinum Dresden[14]
- 1967: Wanderausstellung, Moskau, Irkutsk, Bratsk, Komsomolsk u. a., Sowjetunion
- 1969: Architektur und Bildende Kunst, Halle (Saale)
- 1969: Druckgrafische Zyklen zur Weltliteratur, Kupferstichkabinett, Berlin
- 1970: Dessauer Künstler stellen aus, Staatliche Galerie, Dessau
- 1974: Kunst im Bezirk Halle, Staatliche Galerie Moritzburg, Halle (Saale)
- 1979: Jugend in der Kunst, Altes Museum, Berlin
- 1979 bis 1989: 6. bis 8.  Bezirkskunstausstellung, Haus der Kultur und Bildung, Neubrandenburg
- 1995: Künstler des Mansfelder Landes stellen aus, Mansfeld-Galerie, Eisleben
- 1999: Künstler sehen Neubrandenburg, Kunstsammlung, Neubrandenburg
- 2006: Offenes Spielfeld Berlin, Kunstmeile, 7. KunstKreuz Berlin
- 2007: Arm, aber sexy, 8. KunstKreuz, Berlin
- 2009: Visionen, Altes Urban-Krankenhaus, 10. KunstKreuz, Berlin[15]
- 2021: Frauen in der Mansfeld-Galerie. Mansfeld-Galerie, Eisleben[16]

## Publikationen
- mit Ute Karen Walter: Die Burg Falkenstein: Denkmal an der Straße der Romanik in Sachsen-Anhalt. Deutscher Kunstverlag, München/Berlin 1993.
- Hans-Gerhard Templin: Lorbaß. Künstlerbiografie. Steffen Media, Friedland, Berlin, Usedom 2020, ISBN 978-3-941681-63-7.